# Nagrada hrvatskog glumišta mladom umjetniku do 28 godina – muška uloga
Popis dobitnika Nagrade hrvatskog glumišta u kategoriji najbolje uloge mladog umjetnika do 28 godina - muška uloga. 
1996./1997. Dražen Šivak

1997./1998. Krešimir Mikić

1998./1999. Krešimir Mikić

1999./2000. Rakan Rushaidat

2000./2001. Borko Perić

2001./2002. Dušan Bućan

2002./2003. Jasmin Telalović

2003./2004. Filip Juričić

2004./2005. Franjo Dijak

2005./2006. Živko Anočić, Marko Makovičić i Jerko Marčić

2006./2007. Amar Bukvić

2007./2008. Goran Marković

2008./2009. Amar Bukvić

2009./2010. Jan Kerekeš

2010./2011. Filip Križan

2011./2012. Marko Petrić

2012./2013. Slaven Španović

2013./2014. Adrian Pezdirc

2014./2015. Nikola Baće

2015./2016. Romano Nikolić

2016./2017. Robert Budak

2017./2018. Marjan Nejašmić Banić

2018./2019. Mateo Videk

2019./2020. Ognjen Milovanović

2020./2021. Eugen Stjepan Višić

2021./2022. Ugo Korani

2022./2023. Luka Knez

2023./2024. Matej Đurđević